# 1381
Cette page concerne l'année 1381  du calendrier julien.
L'année 1381 est une année commune qui commence un mardi.

## Événements
- Avril : Tamerlan prend Hérat[1] puis le Khorassan. Il se lance à la conquête de la Perse (fin en 1393).

- Bayazid, fils de Murat Ier épouse la fille du bey de Germiyan, Devlet Shah Khatun[2].

### Europe
- 15 janvier : signature du second traité de Guérande (ratifié le 4 avril). Neutralité de la Bretagne[3].
- Mars : levée de la troisième poll tax. Résultat d'un effort considérable du gouvernement anglais pour augmenter les impôts, les trois poll tax (impôt par tête) représentent un accroissement des 2/3 de la fiscalité normale[4].
- 19 mai : alliance de la Castille avec le pape d’Avignon Clément VII[5].
- 30 mai : violent affrontement à Brentwood dans l'Essex contre des collecteurs d'impôt[4]. La révolte des paysans[3] (Peasants’Revolt), provoquée par la multiplication des impôts éclate simultanément dans le Kent, où les paysans refusent de payer la troisième poll tax et dans l’Essex, où ils manifestent contre un seigneur qui impose un prix de rachat exorbitant à l’un de ses serfs. Une partie de la population urbaine (Rochester (6 juin), Maidstone, Cantorbéry (10 juin), Londres) soutient les révoltés. Des prêtres se joignent à eux, tel John Ball qui prêche à Londres contre l’aristocratie [6].
- Mai-juin : agitation des Lollards en Angleterre, disciples de John Wyclif, qui revenant à l’Écriture comme source unique de la vie religieuse, rejettent l’institution pontificale, les sacrements et la tradition[7].
- 13 juin : Wat Tyler marche sur Londres à la tête de 60 000 personnes. Le palais du duc de Lancastre est incendié, le chancelier et le trésorier du royaume sont massacrés[8].
- 14 juin : Wat Tyler obtient des concessions du roi à Mile End (abolition du servage, blocage des cens, liberté du marché des terres, peut-être liberté du travail)[6].

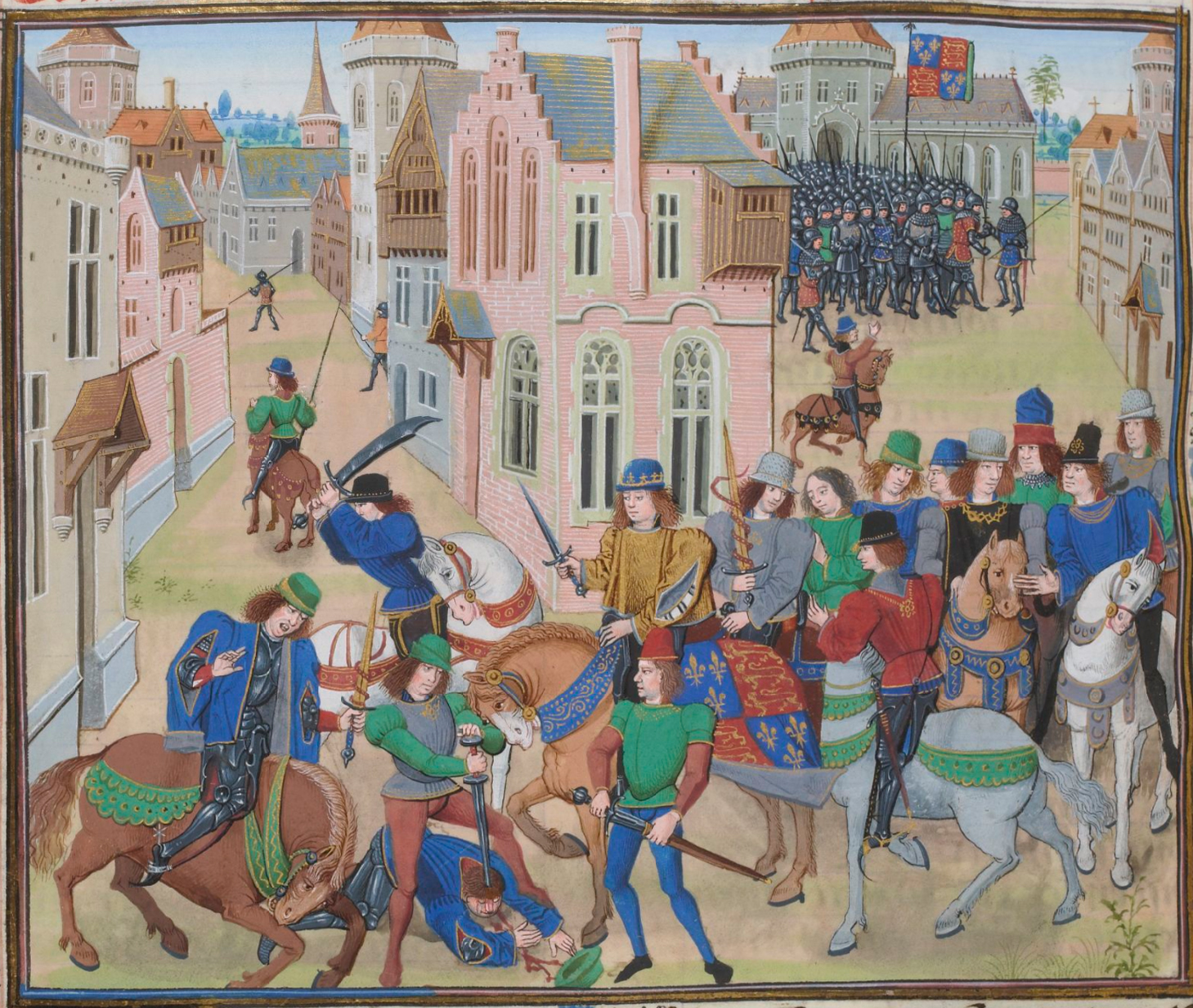
15 juin : mort de Wat Tyler
Chroniques de Froissart

- 15 juin : Wat Tyler est tué par le maire de Londres, William Walworth, en présence du roi à Smithfield[6]. Le soulèvement est violemment réprimé par l’armée rassemblée par le capitaine Robert Knolles. Les chartes de Mile End sont abrogées et le mouvement reste sans suite, mais les classes dirigeantes sont impressionnées.
- 28 juin - 16 juillet : Charles de Duras conquiert le royaume de Naples et fait enfermer Jeanne Ire de Naples au château de l’Œuf après sa reddition le 25 août[9], puis dans la forteresse de Muro, au milieu des montagnes de Basilicate. Il détient le pouvoir jusqu'en 1382.
- 17 juillet :
  - La flotte portugaise est détruite par les Castillans à la bataille de Saltes[10].
  - Les villes du Rhin s’allient à la ligue de Souabe contre les compagnies de chevaliers qui avaient, en 1380, mis le siège devant Francfort[11].
- Juillet : le duc de Bretagne Jean IV le Conquérant crée l'Ordre de l'Hermine[12].
- 8 août : traité de Turin[13]. Victoire de Venise sur Gênes à l’issue de la guerre de Chioggia. Elle doit cependant abandonner la Dalmatie aux Hongrois et Trévise aux Habsbourg d’Autriche. En contrepartie de livraison de sel par les ports dalmates, Venise s’engage à verser annuellement 7000 pièces d’or au roi de Hongrie.
- 8 septembre : soulèvement à Béziers contre les consuls qui délibérait dans la maison commune des conditions pour accueillir le duc de Berry ; l'émeute aboutit au siège du conseil municipal de Béziers enfermé dans la maison commune par leurs concitoyens ; les conseillers se réfugient dans la tour de la maison. L'incendie est porté dans la tour, et les conseillers meurent tous par le feu ou en sautant de la tour sur la place[14],[15]. Début de la révolte des Tuchins en Languedoc (fin en 1384). Mouvement urbain et rural, il est dû à la fuite devant l’impôt de misérables qui n’ont d’autres recours que de prendre le maquis. Même si l’on trouve parmi eux ou parmi leurs conseillers un robin carcassonnais ou un écuyer nîmois, il s’agit avant tout d’une réaction contre la pauvreté et la misère.
- 15 septembre : le Danemark négocie un traité de paix avec les pirates de la Baltique[16]. La piraterie se développe cependant en Baltique jusque vers 1430.
- 27 septembre, Compiègne : hommage du duc Jean IV de Bretagne au roi de France[17].

- Novembre :
  - Gaston Fébus réunit les États de Languedoc à Mazères[18].
  - Le grand-duc de Lituanie Kęstutis, informé de son accord avec l'ordre Teutonique de 1380, attaque son neveu Jogaila de Lituanie à Vilnius et le fait prisonnier[19].
- 28 décembre : traité de paix signé à Capestang entre Jean Ier de Berry et Gaston III de Foix-Béarn[18].

- Le roi de Hongrie attribue une représentation paritaire aux Allemands et aux Slovaques à l’échevinat de Žilina[20].